# Symposia bifurca
Symposia bifurca är en spindelart som beskrevs av Roth 1967. Symposia bifurca ingår i släktet Symposia och familjen vattenspindlar.
Artens utbredningsområde är Venezuela. Inga underarter finns listade i Catalogue of Life.